# Németes

Un mapa de la Galia mostrando a los németes en el Rin superior.

Los németes (en latín, Nemetes; en alemán, Nemeter) fueron una tribu germánica occidental que vivía en el Rin entre el Palatinado y el lago de Constanza donde Ariovisto los había llevado a ellos, a los suevos y a otros pueblos germánicos en el segundo cuarto del siglo I a. C. El nombre romano Noviomagus Nemetum para la ciudad de Espira refleja este hecho. 
En sus Comentarios a la guerra de las Galias, César escribe en el libro VI.25.1 y 2: 

La extensión de la selva Hercinia, mencionada más arriba, alcanza lo que un viaje de nueve días sin equipaje. En efecto, no se la puede medir de otra forma, ni saber la medida de las jornadas de viaje. Tiene su inicio en la frontera de los helvecios, németes y ráuracos y, siguiendo el curso del Danubio, llega hasta las tierras de los dacios y anartes.

Tácito, en sus Anales XII 27, considera a los németes como aliados de Roma.
El nombre de los németes es una fuente probable del término para Alemania y los alemanes en los idiomas eslavos, como en ruso немцы (nemtsy). Véase también exónimos.